# 含浦街道
含浦街道位于湖南省长沙市岳麓区南部，为岳麓区所辖乡镇。地缘上，含浦镇北部与梅溪湖街道、岳麓街道接壤，东与坪塘镇相邻，南与湘潭县响水乡、响塘乡和湘潭市雨湖区鹤岭镇交界，西与雷锋镇、莲花镇相连。含浦镇有块飞地鉴子村，位于宁乡县道林镇和湘潭县响塘乡之间，距含浦镇边缘约3公里。含浦镇原属望城县乡镇，2008年6月15日划归岳麓区管辖；全镇总面积91.8平方公里，总人口38,847人(2000年)，辖10个村、2个社区；镇政府驻十字路。

## 历史
2008年6月自望城县划入岳麓区时的含浦镇地域在1951年属于九江乡、学士乡和洋湖乡地域，1958年属坪塘人民公社。
- 1962年析建九江公社、学士公社，隶属坪塘区。
- 1984年九江公社、学士公社分别改名九江乡、学士乡。
- 1995年6月，撤区并乡镇时学士乡并入九江乡，直属望城县政府管辖。
- 1998年2月5日，“九江乡”改名“含浦镇”。
- 2002年全镇辖23村、1社区。2004年村级区划调整，调整后辖10个村、2个社区。
- 2008年6月15日，含浦镇成建制自望城县划至岳麓区管辖[2]。

| 2002年含浦镇行政区划（社区和村）                                                              | |
| 2002年，全镇辖23个村、1社区，341个村民小组；共计11291户，总人口38803人，其中农业人口37807人。 | |
| 项目                                                                                          | 单位详列 |
| 23个村                                                                                        | 白鹤塘村、斑马村、长丰村、赤江村、大坡村、东山村、洞庭沟村、丰田村、鉴子村、官埠口村、含浦村、花塘村、九江村、均塘村、栗桥村、栗树山村、曲江村、塘峡村、学士村、玉华村、云盘村、渣塘村和之字村 |
| 1社区                                                                                         | 十字路社区 |